# Dietrich Fischer-Dieskau
Dietrich Fischer-Dieskau (født 28. maj 1925 i Berlin, død 18. maj 2012 i Berg, Oberbayern) var en tysk baryton som af mange anses som den fineste liedfortolker i sin generation og som en af de bedste operasangere. Han var også dirigent, maler, forfatter og recitator.

## Baggrund
Han var søn af rektor Albert og lærer Dora. Dietrich Fischer-Dieskau begyndte at synge som dreng og tog timer i stemmebrug fra han var 16. Han havde afsluttet gymnasiet og et semester på Berlin-konservatoriet, da han blev indrulleret i hæren i 1943. Han blev krigsfange hos amerikanerne i Italien i 1945 og blev repatrieret to år efter.

## Karriere
Hans karriere begyndte i januar 1948, da han som student hos Hermann Weissenborg sang Franz Schuberts Winterreise for radiostationen RIAS. Samme år blev han ansat ved operaen i Berlin, og i 1949 udgav han sin første plade med Brahms-sange. Samme år var han gæst på operascener i München og Wien. I 1951 debuterede han ved festspillene i Salzburg under Wilhelm Furtwängler og sang også ved festivalen i Edinburgh. I 1952 fulgte hans første turné i USA, og i 1954 optrådte han første gang ved festspillene i Bayreuth.
I 1975 modtog han Léonie Sonnings Musikpris.
I 1980 fik han Ernst von Siemens' musikkpris. Fra 1983 blev han professor ved Universität der Künste i Berlin. I 1993 afsluttede han sin karriere som sanger.

## Familieliv
I 1949 giftede Fischer-Dieskau sig med cellisten Irmgard Poppen. Hun døde i barselseng i 1963, da deres tredje søn blev født. Han var kortvarigt gift med skuespillerinden Ruth Leuwerik. Fra 1977 til sin død var Dietrich Fischer-Dieskau gift med sangerinden Júlia Várady.